# Por Dios y por la plata
Por Dios y por la plata es un programa de televisión de estilo late show y entrevistas, transmitido por la cadena Panamericana Televisión. Es conducido y dirigido por el presentador, locutor y comediante Carlos Galdós.
Es un show informativo en el que se da cuenta del acontecer nacional con un toque de humor. Además que recurre a las entrevistas con invitados especiales.

## Historia
El programa se lanzó al aire oficialmente el 15 de noviembre de 2021. Su nombre hace mención a la frase acaecida durante la juramentación del desaparecido político Gerardo Saavedra Mesones para el periodo parlamentario 2000-2005.
Luego de tres años fuera del ambiente televisivo, Carlos Galdós (cuyo último programa fue La noche es mía) decide regresar a la conducción de un programa propio, aunque fungiendo a la vez como director del mismo bajo su propia productora.
Debido a su ingreso en el horario habitual (de lunes a viernes), el programa Noche de patas, que antes ocupaba el espacio los viernes, a las 23:00, es trasladado a los sábados, a las 23:30.
Desde el 28 de marzo de 2022, se unió al programa la actriz y presentadora de televisión Fiorella Rodríguez, como parte de un añadido bloque de espectáculos, centrado en el entretenimiento local e internacional.
En el programa se han presentado distintas personalidades de la farándula y la política, siendo entrevistados por el mismo Galdós de una forma irreverente y picaresca.

## Controversias
El programa, desde su lanzamiento, ha tenido diversas críticas y polémicas por su forma de presentar las noticias del día a día y de comentar acerca de las figuras públicas de la farándula local, como de los políticos y las acciones que estos realizan desde el gobierno de turno, haciendo uso de la mofa y del humor negro.
A fines de diciembre de 2021, el conductor realizó una serie de desatinados comentarios y actitudes para con su invitado, el nutricionista Edinson Sánchez, quien se retiró ofendido del set. Posteriormente, el comediante pidió disculpas a través de sus redes sociales, prometiendo «cambiar de actitud» en las posteriores ediciones.
De la misma forma, el controversial conductor causó cierta polémica al emitir una serie de comentarios sobre el presidente de la república, Pedro Castillo:

La pregunta que todos se hacen, pero la que nadie quiere decir es ¿cuándo se muere (Vladimir Cerrón)? Ya tenemos el Castillo que ya se baña, que está más limpiadito con sombrero incluido. Su suegra lo ve y dice qué ca... se mandó mi hija.

Ello causó que una facción de internautas lo criticaran desde las redes sociales.
En ese sentido, el abogado y asesor del congresista Guillermo Bermejo, Edison Peralta (conocido en las redes sociales como Tito Wanka), criticó a Galdós y el programa diciendo que «no da risa», que es un «mediocre» y acusándolo de actitudes racistas.
Cabe mencionar también que, diez años antes, en el 2010, se presentó el libro "Por Dios y por la plata", de los hermanos Juan y Víctor Ataucuri García, en el Salón de los Espejos de la Municipalidad de Lima. Un libro de cuentos donde se percibe un humor gris, que depende en gran parte del tono carnavalesco con que expresan la problemática de cómo se viene haciendo política en el Perú en las últimas décadas. Este libro pone en tela de juicio la autenticidad del título de este programa televisivo.

## Productores
- Winston Aguilar (noviembre de 2021-marzo de 2022)
- Lula Villafuerte (marzo de 2022-diciembre de 2022)